# Anelosimus agnar
Anelosimus agnar är en spindelart som beskrevs av Ingi Agnarsson 2006. Anelosimus agnar ingår i släktet Anelosimus och familjen klotspindlar. Inga underarter finns listade i Catalogue of Life.